# イーゴリ・ボグスラフスキー
イーゴリ・イサーコヴィチ・ボグスラフスキー（ロシア語: Игорь Исаакович Богуславский, ラテン文字転写例:Igor Isaacovich Bogslavsky, 1940年7月18日 -  ）は、ソビエト連邦出身のヴィオラ奏者。ロシア連邦共和国名誉芸術家。
ヴァディム・ボリソフスキーにヴィオラとヴィオラ・ダモーレを学び、ボリショイ劇場管弦楽団の首席ヴィオラ奏者を歴任した。1975年から2005年までグネーシン音楽大学で教鞭を執り、その後はシュニトケ記念モスクワ音楽学校で教える傍らで、フランス、台湾、アメリカ等でマスター・クラスを開いている。1985年にはエディソン・デニソフから《パウル・クレーによる3つの絵画》を献呈された。

## 註
1. ↑  Kholopov, Yuri; Tsenova, Valeria (1997-09-08). Edison Denisov. Harwood Academic Publishers. p. 205. ISBN 978-3718654253

| スタブアイコン | サブスタブ | この項目は、まだ閲覧者の調べものの参照としては役立たない、人物に関連した書きかけの項目です。この項目を加筆・訂正などしてくださる協力者を求めています（P:人物伝/PJ:人物伝）。 |